# Melito di Napoli
Pour les articles homonymes, voir Melito.
Melito di Napoli est une ville italienne de la ville métropolitaine de Naples dans la région Campanie en Italie.

## Géographie

### Communes limitrophes
Les communes attenantes à Melito di Napoli sont Casandrino, Giugliano in Campania, Mugnano di Napoli, Naples et Sant'Antimo.

## Administration
| Période                                  | Période | Identité | Étiquette | Qualité |
| ---------------------------------------- | ------- | -------- | --------- | ------- |
|                                          |         |          |           |         |
| Les données manquantes sont à compléter. |         |          |           |         |

## Personnalités liées à la commune
- André-François Miot de Mélito (1762-1841), comte de Mélito, ministre de l'intérieur du Royaume de Naples